# Edward Hinds
Edward Allen Hinds (* 8. September 1949 in Cardiff) ist ein britischer Physiker.
Hinds studierte Physik an der Universität Oxford (Jesus College), an der er 1971 seinen Bachelor-Abschluss erhielt und 1974 promovierte. 1975/76 war er als Post-Doktorand an der Columbia University und ab 1976 an der Yale University, an der er 1977 Assistant Professor, 1981 Associate Professor und 1988 Professor wurde. 1996 kehrte er nach England zurück und wurde Professor an der University of Sussex und Direktor des Sussex Centre for Optical and Atomic Physics. 2006 wurde er Royal Society Research Professor und Direktor des Centre for Cold Atoms am Imperial College London.
Von 1979 bis 1984 war er Berater des Los Alamos National Laboratory und 1985/86 des Brookhaven National Laboratory.
Er untersucht ultrakalte Atome, wofür er auch Techniken entwickelte wie sehr kleine optische Hohlräume. Hinds wies als Erster die Casimir-Polder-Kraft zwischen einem Atom und einer Oberfläche nach und er setzte obere Schranken für ein hypothetisches Dipolmoment des Elektrons.
2004 wurde er Fellow der Royal Society, deren Bakerian Lecture er 2019 hielt. 2013 erhielt er die Faraday-Medaille (IOP), 2008 die Rumford-Medaille, 2008 die Thomson-Medaille des IOP, 1998 einen Humboldt-Forschungspreis. Er ist Fellow der Optical Society of America (2002), der American Physical Society (1994) und war 1998 Roal Society Leverhulme Trust Senior Research Fellow und 1999 Senior Research Fellow des Engineering and Physical Sciences Research Council. 1989 erhielt er einen M.A. ehrenhalber an der Yale University.